# Calenardhon
En el universo imaginario de J. R. R. Tolkien y en la novela El Señor de los Anillos, Calenardhon era una provincia de Gondor que se convirtió en el país de Rohan. Sus límites son: al sur la Corriente del Meiring y el Halifirien, al norte el río Limclaro, al este el río Anduin y al oeste el río Isen.
Es una región formada por planicies de pastos, ideal para la ganadería. Se encuentra al norte de Gondor. Nunca tuvo una población muy grande durante la Tercera Edad del Sol, debido a su ubicación remota.
Calenardhon sería totalmente saqueada y vaciada luego de ser invadida por los balchoth durante el gobierno de Cirion, Senescal de Gondor. Luego Cirion mandaría emisarios, entre los que estaba Borondir, a sus antiguos aliados los éothéod para que ayudaran en ese momento de guerra.
Eorl, señor de los éothéod, respondió a la solicitud de ayuda enviando un gran ejército al sur, con él a la cabeza, que derrotó a los invasores durante la Batalla de los Campos de Celebrant. En gratitud, Cirion le cedió la provincia de Calenardhon a Eorl. Luego este se mudaría con sus súbditos. 
El senescal Hallas la renombraría como «Marca de los jinetes» (Rohan en sindarin) y los éothéod se convertirían en eorlingas, los «hijos de Eorl», o rohirrim
- Datos: Q2261918